# Sculpteur (constellation)
Sculptor
Le Sculpteur est une constellation de l’hémisphère sud, peu lumineuse.

## Histoire
Introduite par Nicolas-Louis de Lacaille en 1752 en même temps que 13 autres pour nommer un pan du ciel austral sans dénomination, elle était originellement nommée  « l'Atelier du sculpteur » avant que son nom soit raccourci.
Chez les Grecs, on l'identifie parfois à Dédale ou à Icare.

## Observation des étoiles
La constellation est faible, et son repérage ne présente guère d'intérêt, si ce n'est pour localiser le pôle sud galactique. Si les conditions de visibilité sont bonnes, elle peut se repérer assez facilement à partir du Poisson austral : γ du Sculpteur est l'étoile faible qui ferme les deux alignements du Poisson. Partant de γ, on trouve facilement β à 5° au sud-est (sur la route du Phénix et δ à 7° au nord-est. α se situe à la hauteur de δ, à une quinzaine de degrés plus à l'ouest (la petite étoile à mi-distance est ι Scl). Le Pôle galactique Sud est situé à trois degrés au nord-ouest de α Scl.

## Étoiles principales
La plus brillante étoile du Sculpteur, α Sculptoris, ne dépasse pas la magnitude apparente 4,30. β Sculptoris, γ Sculptoris et δ Sculptoris sont à peine moins brillantes (magnitudes 4,38, 4,41 et 4,59 respectivement).

## Objets célestes
La constellation du Sculpteur renferme quelques objets du ciel profond, comme l’amas globulaire NGC 288 ou les radiogalaxies NGC 300 et NGC 613.
Le Groupe du Sculpteur est l’amas de galaxies le plus proche de notre Groupe local, à environ 10 millions d’années-lumière de distance. Il comprend principalement la galaxie spirale NGC 253 ainsi qu’une douzaine d’autres galaxies.
Le pôle galactique sud — l’une des directions perpendiculaires au plan de la Voie lactée — se trouve dans cette constellation.
Le 2 mars 2007, la Galaxie Comète fut découverte dans l'amas Abell 2667.